# Une femme à Berlin (film)
Pour plus de détails, voir Fiche technique et Distribution.
Une femme à Berlin (en allemand : Anonyma - eine Frau in Berlin) est un film allemand réalisé par Max Färberböck, sorti en 2008.
Le film est une adaptation du roman autobiographique Une femme à Berlin de Marta Hillers, publié pour la première fois en 1954 aux États-Unis.

## Synopsis
Une jeune femme allemande de 34 ans (l'anonyme, jouée par Nina Hoss), ancienne journaliste et photographe, se trouve à Berlin à la fin de la Seconde Guerre mondiale et pendant la chute de Berlin en mai 1945. Elle attend le retour de son mari parti au front avec l’armée allemande. Lorsque l'Armée rouge conquiert la ville en ruines, elle décide de survivre à tout prix et de ne pas se faire violer par les soldats soviétiques ivres de vengeance. Aussi décide-t-elle de trouver un officier soviétique (Andreï, joué par Evgueni Sidikhine) pour demeurer sous sa protection et le faire dormir avec elle dans son lit. Peu à peu une relation de confiance difficile s'établit entre elle et l'officier mélancolique, dont la propre femme a été naguère pendue par les Allemands. C'est alors que le mari revient. Il ne peut pardonner l'infidélité de sa femme et la quitte. La voix derrière l'écran, citant le Journal intime de Marta Hillers, éclaircit les aspects psychologiques et les motivations de l'héroïne.

## Fiche technique
- Titre original : Anonyma - eine Frau in Berlin
- Réalisation : Max Färberböck
- Scénario : Max Färberböck, d'après l'ouvrage de Marta Hillers
- Production : Martin Moscowitz, Günter Rohrbach
- Musique : Zbigniew Preisner
- Pays d'origine :  Allemagne
- Langues : allemand, russe
- Genre : Drame, historique
- Durée: 131 minutes
- Dates de sortie : 2008

## Distribution
- Nina Hoss : l'anonyme
- Evgueni Sidikhine : Andreï Rybkine, officier de l'Armée rouge
- Irm Hermann : la veuve
- Rüdiger Vogler : Eckhart
- Ulrike Krumbiegel (de) : Ilse Hoch
- Rolf Kanies : Friedrich Hoch
- Jördis Triebel : Bärbel Malthaus
- Roman Gribkov : Anatole
- Juliane Köhler : Elke
- Samvel Moujikian : Andropov
- Viktor Jalsanov :  un soldat mongol
- Alexandra Koulikova : Macha
- Oleg Tchernov : le premier violeur
- Anne Kanis : une réfugiée
- August Diehl : Gerd
- Rosalie Thomass : Greta Malthaus
- Sandra Hüller : Steffi
- Erni Mangold : une femme de 80 ans
- Sebastian Urzendowsky : un jeune soldat
- Hermann Beyer : le docteur Wolf
- Ralf Schermuly : le libraire
- Isabell Gerschke : Lisbeth
- Alexandre Samoïlenko : Petka
- Eva Lobau : Frau Wendt
- Dimitri Bilov : un cantinier soviétique
- Kirill Oulianov : le poète

## Tournage
- Le tournage du film a eu lieu en Allemagne et en Pologne du 28 mai au 4 septembre 2007.